# Tjusovoj

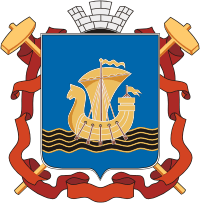
Tjusovojs vapen.

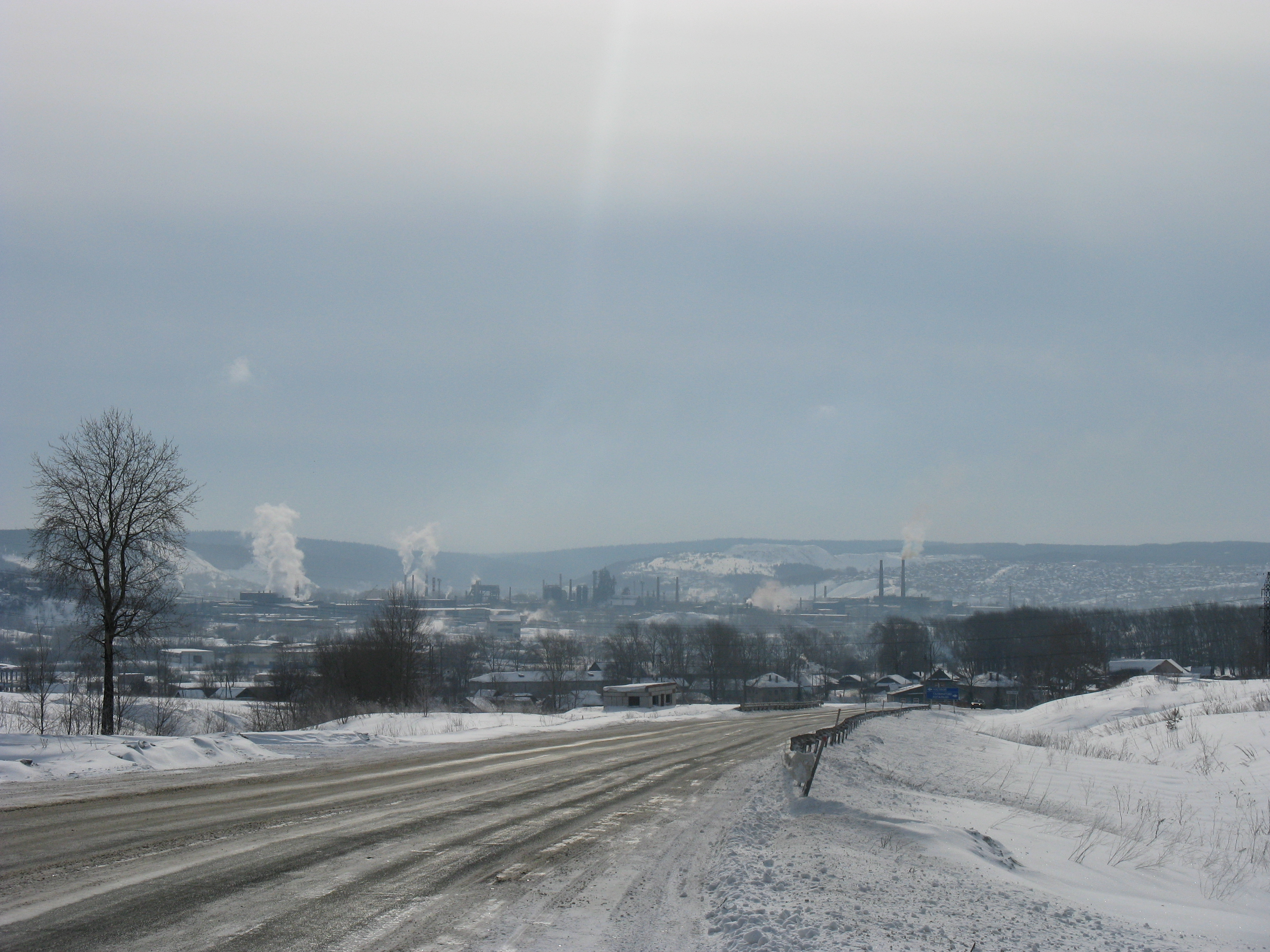
Vy över staden och dess metallindustrier.

Tjusovoj (ryska: Чусово́й) är en stad i Perm kraj i Ryssland. Tjusovoj ligger vid floden Tjusovaja tio mil nordöst om Perm. Folkmängden uppgick till 45 719 invånare i början av 2015, med totalt 50 266 invånare inklusive övriga områden under stadens administration (bland annat orten Ljamino).
Tjusovoj grundades 1878 och fick stadsstatus 1933. Stadens viktigaste näring är järnindustri.